# 彩虹桥 (顺德)
22°50′28″N 113°14′39″E / 22.840991°N 113.244049°E
彩虹桥（又被称为彩虹建筑物），2000年建成，位于广东省佛山市顺德区大良街道凤山桥上，是顺德的地标。彩虹桥的最初寓意是在1998年10月11日下午4点在顺德出现的两条彩虹。由于桥身多次出现多处铁皮脱落现象，彩虹桥已于2011年12月31日全部拆除。

## 概况
彩虹桥位于顺德区大良街道凤山桥（凤山西路）之上，横跨大良河。桥内部空心，由钢索组成，外面包裹喷有七种颜色涂料的铁皮。彩虹桥的造型是两条垂直交叉的彩虹，从高处俯视看是一个叉形，有人认为它像虾筝（一种当地人在河里捕鱼虾的工具），当地老一辈的人对“虾筝”很反感，因为他们认为当一个人没钱、倒霉、走投无路的时候才会去河边用到这个工具抓鱼虾维持生计。
而两条彩虹寓意1998年10月11日在顺德宝林寺重建落成开光当日下午4时天空出现的两道七色彩虹，彩虹持续出现约1个小时，于是宝林寺将这个现象记载为“三大吉兆”之一。根据彩虹桥的设计者梁昆浩，因为这个吉兆，才在凤山桥上设计了两道“彩虹飞架”，寓意顺德“彩虹初出，万物皆成”。另有知情者认为当年作出修建彩虹桥的决定是原顺德市某领导。 

## 铁皮脱落和拆除

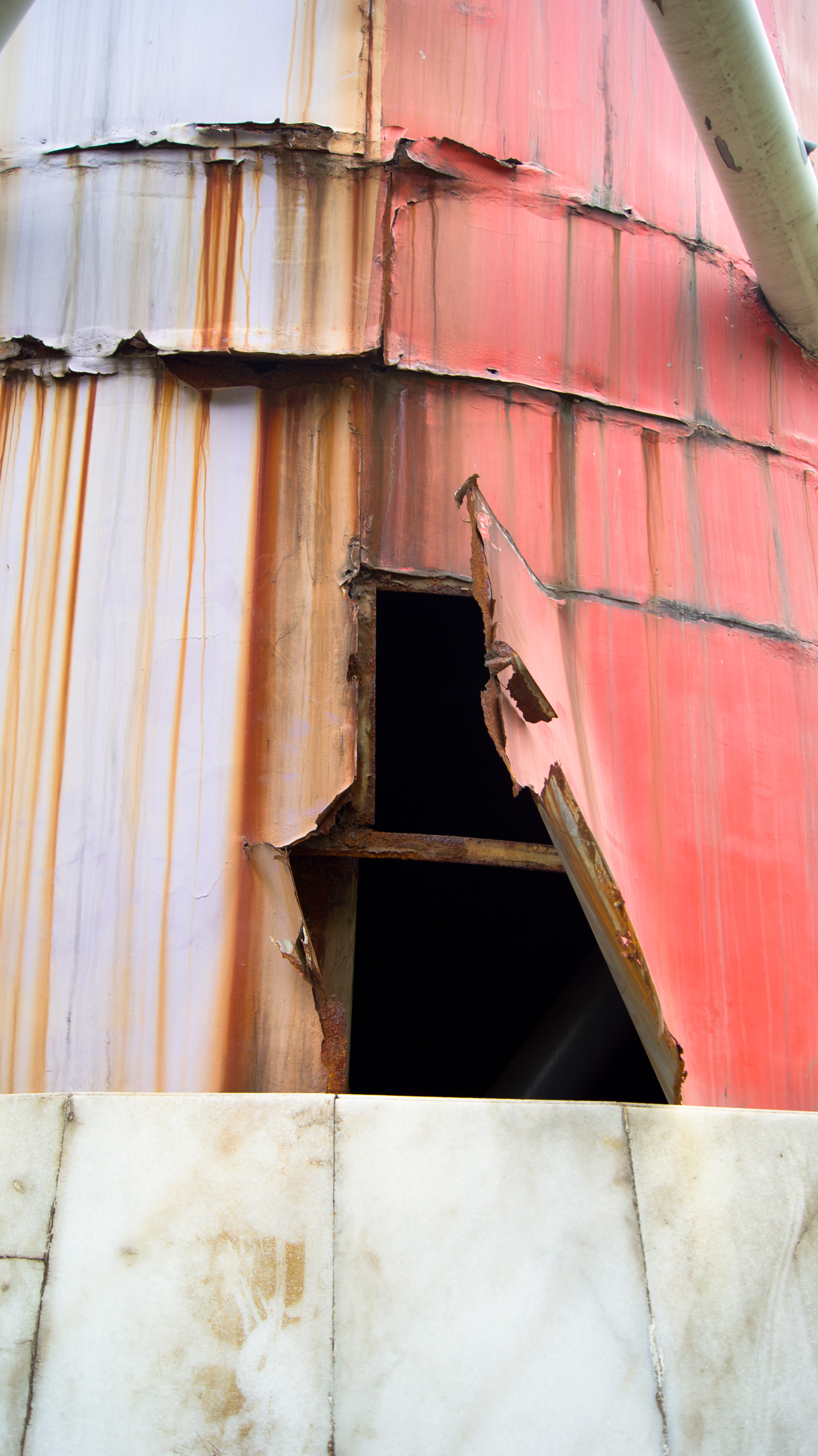
位于彩虹桥底部的铁皮裂开

彩虹桥至少出现四次铁皮脱落。2009年7月，当地市民发现彩虹桥底部出现多处裂缝，出现铁皮与主体脱离情况，在风中摇曳不停。进行检测后发现裂开部分的钢板面出现油漆剥落、生锈、锈蚀现象，而外围角钢龙骨有锈蚀现象。第二次发生在2010年9月9日，彩虹桥桥体顶端再次出现铁皮脱落，后来工程人员用起重机将其拆除，当天彩虹桥下的凤山桥封闭通车数小时。经检测，官方宣布彩虹桥需进行全面翻新维护，包括更换钢板及钢骨架，对钢板、钢骨架及主体钢结构进行全面除锈油漆，又因为维修时普通云梯达不到彩虹桥的高度，使预算费用高达人民币171万元。而第三次铁皮脱落发生在2011年3月16日晚上7时左右，事后消防车到场架起云梯将顶端的一部分铁皮进行焊接，另外一部分则由于无法复原被迫拆除。第四次脱落发生在2011年4月17日顺德风灾之后，其中5块铁皮摇摇欲坠，4月25日工程人员将铁皮移除。
为确保彩虹桥安全和美观，每年都需进行检测维护保养，预计每年费用约为人民币41万元，而且维修期间对周边交通也造成较大影响。出现第三次铁皮脱落后，当地政府大良街道办提出了彩虹桥拆迁方案，并就彩虹桥拆迁征询社会意见。调查访问了3874人，当中62%受访者认为应该整体拆除，理由是每年花费太大，没有必要，安全性得不到保障；45%受访者认为拆除并以其他形式保留彩虹形象；26%受访者认为应该要保留。